# Schipperke
Le schipperke est le nom d'une race de chien.
Il s'agit d'un petit chien de robe noire d'origine belge, issu de la région de Bruxelles-Louvain. Son nom provient du néerlandais « petit navigateur ». Il s'agissait d'un chien vivant sur les péniches et compagnon des bateliers.
C'est le plus petit chien de berger connu et un excellent chasseur de souris et de rongeurs divers.

## Historique
Le schipperke est certainement de race très ancienne, ses origines remonteraient à la fin du XVIIe siècle où on le situe dans les régions d’Anvers, Louvain et Bruxelles. Le schipperke est le format réduit d’un pur lupoïde. De ce fait, il est dépourvu des caractéristiques de fantaisie que l’homme a volontairement fixées dans bien des races. Il n’est pas une variété « fabriquée ». Sa petitesse qui fut obtenue par sélection, est le seul point qui témoigne d’une véritable évolution. Le schipperke est donc la réduction d’un chien qui était du même type que lui, mais bien plus grand. Ce chien aurait été le leuvénaar, ou chien de Louvain. (théorie de Ch. Huge)

## Description de la race
Le schipperke doit être plein de vivacité, d’allure alerte, avec une structure corporelle donnant une impression de hardiesse et de vigueur. Pour cela il lui faut un corps puissant sur ses pattes fines et nerveuses, une poitrine large sur le devant, large derrière les épaules et le rein large et râblé. De par leur structure ces petits chiens de couleur noir zain doivent être forts et trapus, mais non dépourvus d’élégance. Ils sont médiolignes de structure et lupoïdes de type. Vu de profil, le contour du corps doit être à peu près inscriptible dans un carré. La tête ressemblant à celle du renard avec un front assez large diminuant vers les yeux, porte haut placées des oreilles bien droites et triangulaires. Le poil est abondant et résistant au toucher, il forme crinière et jabot se prolongeant entre les pattes de devant et sur l’arrière des cuisses une culotte dont les pointes sont dirigées en dedans. Poids de 3 à 9 kg.
C'est une race attachante totalement digne de confiance, un chien qui en toutes circonstances reste équilibré et sûr. Ni rancunier ni craintif, excellent et fidèle petit chien de garde, sportif infatigable, joueur invétéré, ce petit berger à besoin de se dépenser utilement et d’avoir régulièrement de l’exercice. Très doux avec les enfants, le schipperke est un amour de petit chien, peu encombrant, s’adaptant très vite à tous les cadres de vie, dont l’éducation commencée tôt avec calme et douceur ne présentera aucune difficulté.

## Soins
Il exige des soins relativement peu intensifs, comme le brosser et le peigner quotidiennement

## Utilité
C’est un excellent chien de garde et de compagnie, vivace, rapide et infatigable. Le schipperke se sent particulièrement bien en compagnie d’autres animaux domestiques, spécialement auprès des chevaux.

## Espérance de vie
12 à 15 ans